# Мігель Пардеса
Мігель Пардеса (ісп. Miguel Pardeza, нар. 8 лютого 1965, Уельва) — іспанський футболіст, що грав на позиції нападника. По завершенні ігрової кар'єри — спортивний функціонер.
Як гравець насамперед відомий виступами за клуб «Реал Сарагоса», а також національну збірну Іспанії.
Чемпіон Іспанії. Дворазовий володар Кубка Іспанії з футболу. Володар Кубка Кубків УЄФА.

## Клубна кар'єра
Народився 8 лютого 1965 року в місті Уельва. Вихованець футбольної школи клубу «Реал Мадрид».
У дорослому футболі дебютував 1982 року виступами за команду клубу «Реал Мадрид Кастілья», в якій провів три сезони, взявши участь лише у -1 матчі чемпіонату.
Протягом 1984—1987 років захищав кольори команди клубу «Реал Мадрид». За цей час виборов титул чемпіона Іспанії.
Своєю грою за останню команду привернув увагу представників тренерського штабу клубу «Реал Сарагоса», до складу якого приєднався 1985 року. Відіграв за клуб з Сарагоси наступні дванадцять сезонів своєї ігрової кар'єри. Більшість часу, проведеного у складі сарагоського «Реала», був основним гравцем атакувальної ланки команди.
Завершив професійну ігрову кар'єру у нижчоліговому клубі «Пуебла», за команду якого виступав протягом 1997—1998 років.

## Виступи за збірні
Протягом 1986—1988 років залучався до складу молодіжної збірної Іспанії. На молодіжному рівні зіграв у 5 офіційних матчах.
1989 року дебютував в офіційних матчах у складі національної збірної Іспанії. Протягом кар'єри у національній команді, яка тривала усього 2 роки, провів у формі головної команди країни 5 матчів.
У складі збірної був учасником чемпіонату світу 1990 року в Італії.

## Титули і досягнення
- Чемпіон Іспанії (1):

«Реал Мадрид»: 1986–87
- Володар Кубка Іспанії з футболу (2):

«Реал Сарагоса»: 1985–86; 1993–94
- Володар Кубка Кубків УЄФА (1):

«Реал Сарагоса»: 1994–95